# Комплексный тип данных
Некоторые языки программирования предоставляют специальный тип данных для комплексных чисел. Наличие встроенного типа упрощает хранение комплексных величин и выполнение операций над ними.

## Арифметика над комплексными числами
Комплексные переменные и значения обычно хранятся как пара чисел с плавающей запятой. Языки, поддерживающие встроенный тип для комплексных величин, обычно предоставляют специальный синтаксис для инициализации комплексных переменных (например, CMPLX(R, I) в фортране) и расширяют действие основных арифметических операций ('+', '−', '×', '/'). Эти операции обычно транслируются компилятором в последовательность инструкций по обработке чисел с плавающей запятой или в вызовы функций специальной библиотеки. Иногда также предоставляются функции вывода комплексных, сравнения их на равенство и другие. Как и в математике, языки с поддержкой комплексных типов могут использовать обычные числа с плавающей запятой как комплексные с нулевой мнимой частью.

## Поддержка в языках
- FORTRAN, тип COMPLEX поддерживается начиная с FORTRAN IV. В FORTRAN II существовала поддержка с иным синтаксисом и возможностями.[1]
- Язык C, начиная со стандарта C99 включительно. Комплексный тип обозначается ключевым словом _Complex. Реализовано множество математических функций над комплексными числами. Требуется использование заголовочного файла <complex.h>
- Язык C++ включает поддержку шаблонного класса complex и математических функций (заголовочный файл <complex>)
- Perl предоставляет модуль Math::Complex, включённый во все поставки
- Python поддерживает встроенный тип complex. Мнимые константы обозначаются добавлением суффикса «j». Комплексные математические функции реализованы в стандартном библиотечном модуле cmath [2]
- Ruby поддерживает класс Complex (стандартный библиотечный модуль complex)
- OCaml поддерживает комплексные в стандартном библиотечном модуле Complex
- Haskell — стандартная библиотека Complex
- Apache Commons Math предоставляет поддержку для ЯП Java, класс Complex
- Common Lisp: Стандарт ANSI Common Lisp описывает работу с комплексными числами над типами float и над типами с произвольной точностью. Базовые математические функции определены также и для комплексных
- .NET Framework поддерживает System.Numerics.Complex с версии 4.0.

## История
Тип данных COMPLEX широко используется с версии FORTRAN IV.